# Julia Haart

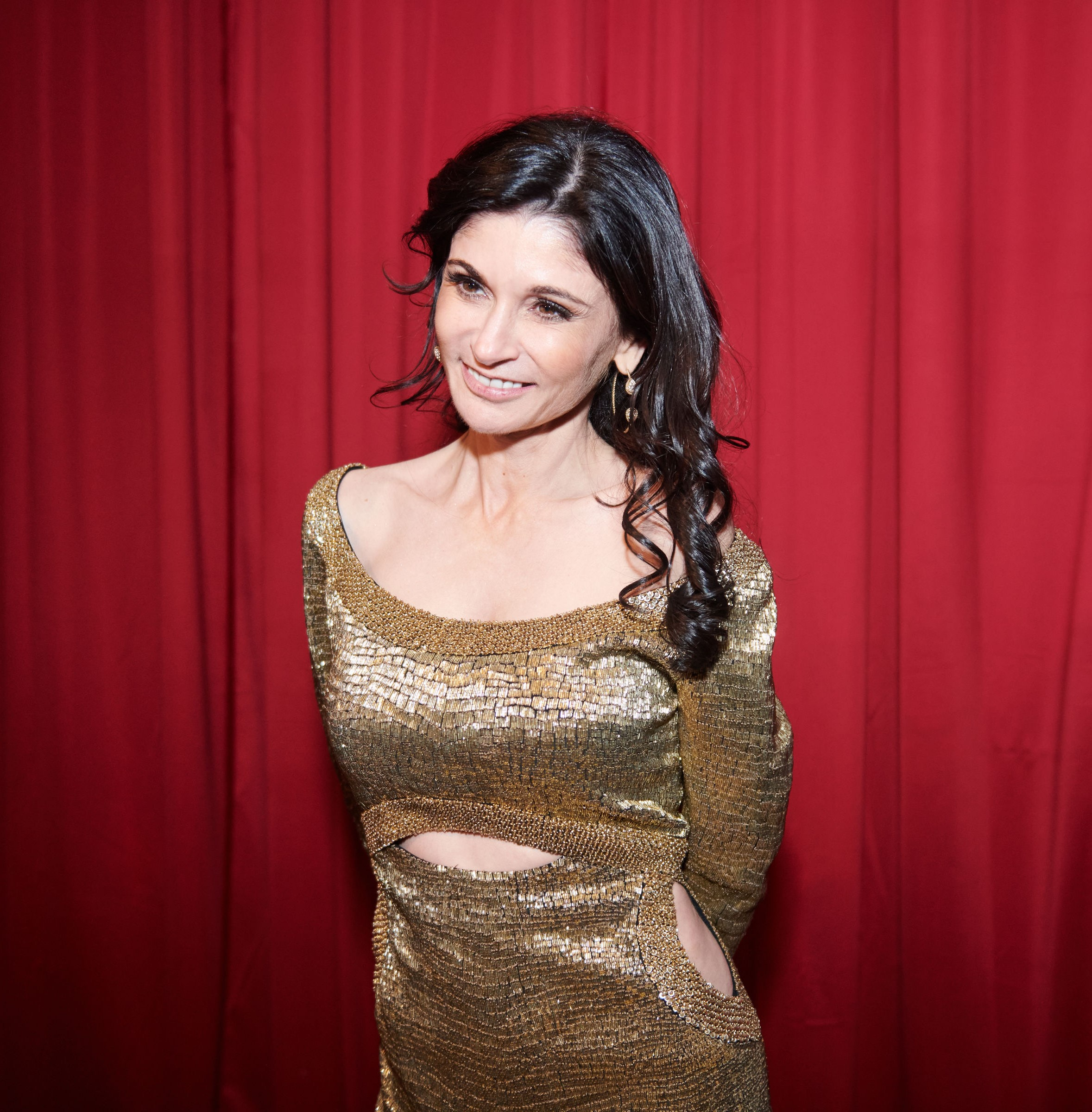
Julia Haart en la fiesta de estreno de My Unorthodox Life S2.

Julia Haart (Moscú, Unión Soviética, 11 de april de 1971) es una modista y empresaria americana. Fue la directora ejecutiva de Elite World Group hasta febrero del 2022, una empresa de moda copropiedad de su ex-marido, Silvio Scaglia. Anteriormente tenía una colección tocaya de zapatos, y era directora creativa de la marca de » italiano La Perla. Haart es también el tema del Netflix miniserie My Unorthodox Life, que describe su decisión en 2013 para dejar su comunidad haredi. 

## Biografía

### Primeros años
Haart nació en Moscú, Rusia, antes Unión Soviética, en 1971. Ella y sus padres dejaron Rusia cuando tenía 3 años y se mudaron a Austin, Texas. En Austin, asistió un colegio privado y era la única estudiante judía de la escuela. Cuando Haart estaba en cuarto grado,  su familia se mudó a Monsey, Nueva York, que tiene una gran comunidad haredi que le resultó atractiva a sus padres a medida que se hicieron más religiosos.
Haart asistió a la Academia Bais Yaakov en Brooklyn, Nueva York. Cuando tenía 16 años, aprendió a coser sola e introdujo en su casa revistas de moda de contrabando. Cuándo tenía 18 años, cambió su primer nombre al de Talia, que suena más hebreo, para atraer un novio.» A los 19,  se casó con su primer marido, un estudiante yeshivá cinco años mayor.

### Dejando la comunidad haredi
Mientras vivía como judía haredi en Atlanta durante los años noventa y a principio de 2000, Haart comenzaba sentirse cada vez más incómoda con su comunidad. Le molestaba en particular la forma en que era tratada su hija más joven, Miriam. En una entrevista de 2021 con The New York Times, dijo que su hija, «simplemente no encajaría. Lo que le habrían hecho también me lo hicieron a mí en su día – oprimirla y moldearla hasta convertirla en un ser de personalidad plana. Su “yo” auténtico se habría borrado. Yo no podía dejar que eso pasara.»
Haart también ha lidiado con los problemas de salud mental, diciendo al periódico Los Angeles Times en una entrevista que, antes de dejar la comunidad, había considerado el suicidio, pero se preocupaba cómo el estigma entre la comunidad haredi les afectaría las perspectivas de sus niños en el shidduch, una tradición de casamentero judía. Después de dejar la comunidad, se renombró como Julia Haart. Su apellido se deriva de su nombre de soltera, Leibov, que es similar a ‹Leiv,› la palabra hebrea para corazón, o ‹heart› en inglés.
En 2019, se casó con el dueño de La Perla, Silvio Scaglia. Tiene cuatro niños de su anterior matrimonio.

## Carrera
Durante los años noventa y al principio de los dos mil, Haart trabajó como profesora de estudios judaicos para la Yeshiva Atlanta. «El personal que la conoció en aquel momento – cuando ella se llamaba Talia Hendler – recordaron que era amada por los estudiantes y famosa por su alto estilo.» Durante algunos años, vendió en secreto seguros de vida.
Después de dejar la comunidad haredi en 2013, Haart fundó una empresa de calzados llamada Julia Haart, con el objetivo de hacer zapatos ambos de moda y cómodos. Se asoció con un ingeniero de botas de esquí y una empresa alemana que fabrica un gel utilizado por la NASA para crear tacones altos más cómodos. Sus zapatos se vendieron en 17 países.
En 2016, Haart colaboró con La Perla para sus colecciones de accesorios de primavera y otoño. El mismo año fue nombrada directora creativa de la marca. Tras su nombramiento como directora creativa de La Perla, Haart lanzó un nuevo enfoque para la empresa que apoyaba el calzado prêt-à-porter, o listo para llevar. También para La Perla Haart utilizó encaje elástico para crear una colección de lencería prêt-à-porter con soporte integrado. Para su desfile de moda de otoño/invierno de 2017, Haart construye la pasarela ‹La Perla Manor,› en la que Naomi Campbell, Lindsey Wixson, Sasha Pivovarova y Kendall Jenner caminaron. Haart es bien conocida por el vestido que diseñó para Kendall Jenner para la Gala de Met de 2017. El vestido consistía en 85,000 cristales fijados a una sola cuerda.
En marzo de 2019, se convirtió en la directora ejecutiva y la directora comercial del conglomerado de medios de comunicación y talento Elite World Group. Bajo su dirección, EWG ha reorientado la marca y añadido divisiones nuevas. EWG prioriza ayudar a sus modelos a monetizar sus marcas y propios proyectos empresariales. Además, Haart es la directora creativa de e1972, una marca de moda de lujo lanzada por Elite World. La colección recibió atención positiva de los medios y fue celebrada para su «innovación, inclusión y mensaje de empoderamiento inspirando.» En la temporada 2 de My Unorthodox Life queda reflejado su despido fulminante por parte de su ex-marido y dueño de Elite World Group.

## Vida personal
Tiene cuatro niños con su antiguo marido, Yosef Hendler: Batsheva, Shlomo, Miriam, y Aron. Batsheva, quien utiliza el apellido Haart, está casada a Binyamin "Benn" Weinstein y es una influenciadora digital. Miriam ha cambiado su apellido a Haart también. Aron, que está en el colegio, reparte su tiempo entre sus padres en Manhattan y Monsey, Nueva York.
Haart es la mayor de ocho niños. Un hermano muerto en un accidente de coche cuando tenía 5 años. Sólo uno de sus hermanos, una hermana llamada Chana, tiene relación con Haart; sus padres y otros hermanos dejaron de hablar con ella después de que deje su comunidad ortodoxa.

## My Unorthodox Life
Haart es el tema del serie de Netflix Mi Unorthodox Vida, que se estrenó en julio de 2021. El documental sigue los tiempos profesional y personal de Haart en sus papeles de directora ejecutiva de Elite World Group, autora, madre, y esposa. El programa ha sido recibido críticamente por algunos miembros de la comunidad judía. En 2022 se estrenó la temporada 2.